# Барановський Панас Григорович
Панас Григорович Барановський (25 грудня 1909, село Воронкове, тепер Рибницького району, Молдова — ?) — молдавський радянський діяч, вчений-фітофізіолог, директор Тираспольського та Кишинівського державних педагогічних інститутів, міністр народної освіти Молдавської РСР. Член ЦК КП Молдавії в 1949—1952 та 1954—1956 роках. Депутат Верховної Ради Молдавської РСР 3—4-го скликань. Кандидат біологічних наук (1938), доцент .

## Біографія
Народився в селянській родині. У 1932 році закінчив Тираспольський державний педагогічний інститут імені Шевченка. У 1937 році закінчив аспірантуру Одеського державного університету.
У 1938—1941 роках — завідувач кафедри ботаніки, декан факультету суспільствознавства, директор Тираспольського державного педагогічного інституту імені Шевченка.
Член ВКП(б) з 1940 року.
З червня 1941 до 1945 року — в Червоній армії, учасник німецько-радянської війни. Служив перекладачем 3-го відділення політичного відділу 27-ї армії. Воював на Південному, Північно-Кавказькому та 2-му Українському фронтах.
У 1945—1952 роках — директор Кишинівського державного педагогічного інституту імені Крянге.
У серпні 1953 — 1955 року — міністр народної освіти Молдавської РСР.
У 1955—1963 роках — доцент кафедри фізіології і біохімії рослин Кишинівського державного університету імені Леніна.
У 1963—1965 роках — завідувач кафедри фізіології і генетики рослин Кишинівського державного університету імені Леніна.
У 1965—1972 роках — декан біолого-ґрунтового факультету Кишинівського державного університету імені Леніна.
З 1973 року — завідувач лабораторії фотосинтезу Кишинівського державного університету імені Леніна.
Автор більше 60 наукових та 50 науково-методичних робіт з питань фосфорного харчування рослин і його ролі в фотосинтезі та підвищенні урожайності сільськогосподарських рослин.
Подальша доля невідома.

## Звання
- старший лейтенант

## Нагороди
- орден Леніна
- орден Вітчизняної війни ІІ ст. (10.09.1944)
- орден Трудового Червоного Прапора
- орден Зірки Румунії V класу
- медаль «За оборону Кавказу» (1944)
- медаль «За перемогу над Німеччиною у Великій Вітчизняній війні 1941—1945 рр.» (1945)
- медалі
- Заслужений вчитель Молдавської РСР (1968)